# فرناندو تاتيس الابن
فرناندو تاتيس الابن (مواليد 2 يناير 1999) هو لاعب كرة قاعدة دومنيكي يلعب في نادي سان دييغو بادريس.